# 第5次西成暴動
第5次西成暴動（だい5じにしなりぼうどう）とは、1966年（昭和41年）5月に大阪府大阪市西成区のあいりん地区（通称釜ヶ崎）で発生した日雇い労働者による暴動事件。「第5次釜ヶ崎暴動」ともいう。

## 事件の発端
1966年5月28日午後9時35分頃、あいりん地区内の碁会所で火事が発生した。しかし大阪市消防局の消防車が駆け付けるのが遅かったため、「（ドヤ街の住人だからって）馬鹿にするな」と騒ぎ始め、消防隊員にくってかかった。そして消防隊員が彼らを排除したことから騒ぎが大きくなり始めた。

## 事件の概要
午後10時頃、大阪府警察西成警察署は、群衆を火事現場から立ち退かせようとした。すると群衆は500m先のパチンコ店前に移動し、日頃の鬱憤晴らしのためにそのパチンコ店に投石し始め、窓ガラスやネオンが叩き割られた。その間に警察官が襲われ、拳銃が奪われた。午後1時20分頃から雨が降り始めたため、ようやく群衆は解散した。
翌日5月29日は、雨天にもかかわらず午後あたりから群衆が集まり始め、前日に襲撃したパチンコ店とその隣のパチンコ店にも投石を開始、午後7時になると大阪府道尼崎平野線にも群衆があふれ出し、市バスに投石するなどした。
5月30日も日雇い労働者は騒いでいたが、この日を境に次第に平穏を取り戻していった。